# Predisposition
Predisposition betyder en sedan tidigare grundlagd böjelse eller mottaglighet, till exempel för ett sinnestillstånd eller en sjukdom; ett ärftligt eller förvärvat sjukdomsanlag. Har dispositionen genetisk grund används begreppet genetisk predisposition.